# L'Italien (film, 2010)
 (mai 2021).
Si vous disposez d'ouvrages ou d'articles de référence ou si vous connaissez des sites web de qualité traitant du thème abordé ici, merci de compléter l'article en donnant les références utiles à sa vérifiabilité et en les liant à la section « Notes et références ».
Pour les articles homonymes, voir L'Italien.
Pour plus de détails, voir Fiche technique et Distribution.
L'Italien est un film français réalisé par Olivier Baroux, sorti en 2010.

## Synopsis
Mourad Ben Saoud, franco-algérien, se fait passer pendant de nombreuses années pour « Dino Fabrizzi », un italien qui travaille à Nice dans une concession Maserati. Son supérieur, Charles, décide de prendre sa retraite et doit choisir un successeur entre Mourad et Cyril, un raciste incompétent. Mourad a également une fiancée, Hélène, qui gère un magasin de robes de mariées. Il fait croire à tout le monde que sa famille vit en Italie alors qu'en réalité, ses parents, sa sœur et son frère résident près de Marseille. 
Mourad ment également à sa famille en prétextant qu'il travaille en Italie et que sa fiancée l'attend là-bas. Au cours d'un repas de famille, le père de Mourad, après une démonstration de claquettes, fait un malaise et demande à son fils de jeûner à sa place pendant le mois du Ramadan.
Mourad se retrouve alors pris au piège de sa double identité.

## Fiche technique
- Titre original : L'Italien
- Réalisation : Olivier Baroux
- Scénario : Éric Besnard et Nicolas Boukhrief
  - Dialogues et adaptation : Olivier Baroux, Jean-Paul Bathany et Stéphane Ben Lahcene
- Directeur de la photographie : Arnaud Stefani
- Musique : Martin Rappeneau
- Direction artistique : Philippe Prat
- Décors : Périne Barre
- Costumes : Sandra Gutierrez
- Photographie : Arnaud Stefani
- Son : Damien Lazzerini, Pascal Villard, Thomas Gauder
- Montage : Richard Marizy
- Production : Richard Grandpierre
  - Production déléguée : Frédéric Doniguian
  - Production associée : Vivien Aslanian
  - Coproduction : Romain Le Grand
- Sociétés de production[1] : Eskwad, en coproduction avec Pathé Films et M6 Films, avec la participation de Canal+, CinéCinéma, M6 et W9, en association avec Banque Populaire Images 10, avec le soutien de la région Provence Côte d'Azur, en partenariat avec le CNC
- Sociétés de distribution[2] : Pathé Distribution (France) ; Alternative Films (Belgique) ; Métropole Films Distribution (Québec) ; Pathé Films AG (Suisse romande)
- Budget : 9 295 146 €[3]
- Pays de production :  France
- Langue originale : français
- Format[4] : couleur - 35 mm - 1,85:1 (Panavision) - son Dolby SRD
- Genre : comédie
- Durée : 102 minutes
- Dates de sortie[5] :
  - France, Belgique, Suisse romande : 14 juillet 2010[6],[7]
  - Québec : 3 décembre 2010[8]
- Classification[9] :
  - France : tous publics[10]
  - Belgique : tous publics (Alle Leeftijden)[6]
  - Suisse romande : interdit aux moins de 7 ans[11]
  - Québec : tous publics (G - General Rating)[8]

## Distribution
- Kad Merad : Dino Fabrizzi / Mourad Ben Saoud
- Valérie Benguigui : Hélène, la compagne de Dino
- Roland Giraud : Charles Lemonnier, le patron de la concession Maserati
- Philippe Lefebvre : Cyril Landrin, le collègue de Dino
- Guillaume Gallienne : Jacques, l'ami de Dino, un peintre juif
- Sid Ahmed Agoumi : Mohamed Ben Saoud, le père de Dino
- Farida Ouchani : Rachida Ben Saoud, la mère de Dino
- Saphia Azzeddine : Amel Ben Saoud, la sœur de Dino
- Tarek Boudali : Karim Ben Saoud, le frère cadet de Dino
- Nathalie Levy-Lang : Nadège, la femme de Jacques
- Karim Belkhadra : l'imam Abdel
- Alain Doutey : André, le père d'Hélène
- Arièle Semenoff : Marie-Paule, la mère d'Hélène
- Guy Lecluyse : Monsieur Maizière, le client indécis de la Maserati
- Muriel Hachet : Nadia, la secrétaire de Dino.
- Jean-François Malet : L'inspecteur de police
- Pascal Vincent : Le comptable
- Khalid Maadour : Moktar

## Production

### Tournage
Le film a été tourné :
- En France
  - Marseille
  - Nice

- Au Maroc
  - Casablanca

## Accueil

### Box-office
Le film totalise 1 077 477 entrées en France.